# Șuncuiș
Șuncuiș (węg. Belényessonkolyos) – wieś w Rumunii, w okręgu Bihor, w gminie Finiș. W 2011 roku liczyła 911 mieszkańców.